# Place des Nations-Unies (Casablanca)
Pour les articles homonymes, voir Place des Nations-Unies.
La place des Nations-Unies, anciennement appelée place de France, est une place du centre de Casablanca. Elle a été aménagée par l’architecte et urbaniste français Henri Prost en 1915 et a servi de lien entre l’ancienne médina et le nouveau centre-ville.

## Historique
Dans les années 1970 l’architecte français Jean-François Zevaco réalise le passage souterrain et la coupole.

## Bâtiments remarquables
La tour de l'Horloge est construite en 1908 sur l'ordre du commandant Dessigny. Elle est détruite en 1948, puis reconstruite en 1994.

## Mémoire
En 2005, Mohamed Tangi organise une exposition à travers une quarantaine de photos de la place.